# Maometto II
Versions successives
- Version de Naples (1820)
- Révision de Venise (1822)
- Le Siège de Corinthe, adaptation de la musique à un livret français (1826)

Personnages
- Maometto II (Mehmet II) (basse)
- Paolo Erisso, gouverneur de la colonie vénitienne de Negroponte (ténor)
- Anna, sa fille (soprano)
- Calbo, noble vénitien (mezzo-soprano ou contralto en travesti)

Maometto II ou Maometto secondo est un opéra en deux actes que Gioachino Rossini composa en 1820 sur un livret de Cesare Della Valle. L'œuvre, dont l'action se déroule dans les années 1470 pendant que les Turcs et les Vénitiens se font la guerre, avait été commandée par le Teatro San Carlo de Naples. Della Valle s'inspira de son drame en vers Anna Erizo. Le nom du rôle-titre, Maometto II, fait référence au sultan Mehmet II, conquérant de Constantinople qui vécut de 1432 à 1481.
Considéré « à certains points de vue » comme « l'opéra le plus ambitieux de Rossini », Maometto II n'a pas trouvé de public à Naples, et pour « mieux assurer le succès de l'opéra à Venise et à Paris, Rossini atténua peu à peu les éléments les plus audacieux de la partition »,. Venise le vit pour la première fois en décembre 1822, puis traduit en français et considérablement modifié, l'opéra fut produit à Paris sous le titre Le Siège de Corinthe en 1826.
Jusqu'aux éditions critiques de Maometto II, l'intention première du compositeur demeurait obscure. Dans l'introduction d'une première version, les musicologues Philip Gossett, Patricia Brauner et Claudio Scimone signalèrent certaines des difficultés qu'il y avait à déterminer quelle avait été l'intention de Rossini :

« Par sa puissance dramatique extraordinaire et la noblesse de son contenu musical, Maometto II est aussi un opéra qui pose de nombreux problèmes de texte, car Rossini a apporté ses modifications successives sur la partition autographe elle-même. Fondée sur des copies de la partition remontant aux premières productions de chacune [des] versions, l'édition critique permet de rétablir le texte de la première version (Naples, 1820), fruit de l'intention première du compositeur. »

— Patricia B. Brauner, Philip Gossett et Claudia Scimone
Une nouvelle édition critique a été établie par Hans Schellevis sous la supervision de Philip Gossett. Les premières représentations fondées sur elle furent données par l'Opéra de Santa Fe (en) pendant la saison 2012.

## Histoire de la composition
Rossini composa l'opéra au moment de sa carrière où il commençait à n'écrire qu'un opéra par an, et l'œuvre fut produite presque un an après Bianca e Falliero, mais fut suivi très vite par Matilde di Shabran. Après avoir accepté la commande du Teatro San Carlo en mai 1820, Rossini commença à composer ce qui « allait être la plus ambitieuse de ses œuvres pour la scène italienne ». Il s'avéra que « la composition fut longue et laborieuse, les circonstances étant devenues inopinément tendues ». Dès le début de juillet 1820, divers bouleversements politiques menacèrent l'autorité du roi Ferdinand Ier ; ils empêchèrent les productions théâtrales et prolongèrent la composition. Pendant ce contretemps, Rossini « modifia le livret en accentuant l'aspect humain de la tragédie et en minorant les éléments politiques et natonalistes ».
La situation politique finit par être assez maîtrisée pour permettre la reprise de l'activité théâtrale, et la première représentation de Maometto II eut lieu après de nombreux retards au Teatro San Carlo à Naples le 3 décembre 1820. Cependant, l'opéra « ne fut pas très aimé par les Napolitains », car le compositeur « prenait une voie que le public de Naples était peu disposé à suivre ».

## Structure musicale
Les musicologues ont déterminé que de nombreux éléments de la partition de 1820 pour Naples s'écartaient des traditions de l'époque. Comme Philip Gossett l'a signalé, « l'opéra italien du début du XIXe siècle s'insérait dans un système finement réglé de conventions musicales et dramatiques, dont Rossini avait élaboré et codifié un grand nombre dans ses opéras antérieurs ».
Certaines de ces nouveautés expliquent pourquoi le public napolitain rejeta l'opéra : dans cette œuvre, « Rossini porte son art très au-delà de ce que son public napolitain était capable d'assimiler » . L'une d'elles est le fait que l'acte 1 dure 90 minutes et ne contient que cinq sections, dont le "terzettone" (mot propre à Rossini qui signifie « gros terzetto »). Ce trio dure quelque 25 minutes et comprend « le départ temporaire de deux protagonistes, un coup de canon dérangeant, une manifestation de la consternation populaire et une prière ».
Un autre élément s'écarte de la finale conventionnelle de l'époque du bel canto, qui contenait d'ordinaire un rondo fleuri pour virtuose dans le cas d'une fin heureuse ou une cabalette dans celui d'une fin tragique : Rossini permet plutôt à la prima donna de montrer son art vocal durant 40 minutes sans jamais quitter la scène. À noter que dans la révision de 1822 pour Venise, Rossini remplaça cet élément par l'air « Tanti affetti in tal momento » de sa Donna del lago pour obtenir l'effet classique et donner une fin heureuse à son opéra. Une autre caractéristique de cet opéra, c'est qu'il ne comprend que cinq airs autonomes, dont seulement deux se terminent par une cabalette complète.

## Histoire des représentations

### Révision de Venise et autres productions en Europe, 1822–1826
À Venise, l'opéra, dernière composition de l'auteur pour une maison italienne, « fut bien accueilli après que Rossini l'eut révisé pour les représentations […] de décembre 1822 au théâtre La Fenice ». Le compositeur avait toutefois dû y apporter une modification importante « en [lui] donnant une fin heureuse pour épargner la sensibilité des Vénitiens.
Se fondant sur les affirmations du librettiste de Venise, Philip Gossett explique que Rossini voulut « éliminer l'horreur de la catastrophe historique » par l'adjonction de cette fin heureuse et, pour ce faire, chargea un copiste de terminer l'opéra par le rondo « Tanti affeti in tal momento » (Tant d'affections, en un tel moment) de La donna del lago de 1819 et de supprimer ainsi la confrontation de Maometto avec Anna, sa découverte du mariage d'Anna avec Calbo et le suicide de la protagoniste. La révision de Venise comprend aussi de la musique de Bianca e Falliero. Maometto II fut présenté à Vienne et à Milan en 1823 et en 1824, puis à Lisbonne en 1826, avant de tomber dans l'oubli.

### Transformation deMaometto IIenSiège de Corinthe
« Une grande partie de la partition de Maometto [fut adaptée] à un livret français » et mise en scène à Paris le 9 octobre 1826 sous un nouveau titre : Le Siège de Corinthe, les guerres entre les Grecs et les Turcs étant d'actualité dans les années 1820 (guerre d'indépendance et siège de Missolonghi).

### Productions desXXeetXXIesiècles
Sous sa forme initiale, Maometto II disparut durant près de 150 ans. En 1976, le Metropolitan Opera « produisit ce qu'il appela L'assedio di Corinto, traduction italienne de la révision de la partition faite par Rossini en français ». Le Festival de Pesaro produisit une version de l'œuvre en 1985. La production du 17 septembre 1988 du San Francisco Opera fut considérée comme « plus fidèle à la version initiale de l'opéra de Rossini, mais elle était aussi très problématique »,,. En 1994, il n'y avait encore aucune mention d'une production britannique de l'œuvre.
En janvier 2004, l'ABAO présenta à Bilbao une version de l'opéra qui mettait en vedette Simone Alaimo (en) et June Anderson dans les premiers rôles. La version de Venise fut reprise à La Fenice en février 2005, tandis qu'une version établie par le chef d'orchestre Claudio Scimone fut donnée au Festival de Pesaro en août 2008.

### Restauration deMaometto II
L'Opéra de Santa Fe (en) (Nouveau-Mexique) offrit le fruit d'une édition critique de Maometto II de 1820 en première mondiale le 14 juillet 2012,. La distribution comprenait Luca Pisaroni dans le rôle-titre ; le soprano Leah Crocetto, Grand Prix des auditions du Conseil national du Metropolitan Opera (en) de 2010, en Anna ; le mezzo-soprano Patricia Bardon en Calbo et le ténor Bruce Sledge en Erisso. Sous la baguette de Frédéric Chaslin l'action fut transposée par David Alden à l'époque de Napoléon,.
Le Garsington Opera présenta la première britannique de cette édition critique pendant la saison estivale en 2013.

## Rôles
| Rôle                                                            | Type de voix                           | Distribution à la première du 3 décembre 1820 (Chef d'orchestre : Nicola Festa) |
| --------------------------------------------------------------- | -------------------------------------- | ------------------------------------------------------------------------------- |
| Maometto II (Mehmet II)                                         | basse                                  | Filippo Galli                                                                   |
| Paolo Erisso, gouverneur de la colonie vénitienne de Negroponte | ténor                                  | Andrea Nozzari                                                                  |
| Anna, sa fille                                                  | soprano                                | Isabella Colbran                                                                |
| Calbo, général vénitien                                         | mezzo-soprano ou contralto en travesti | Adelaide Comelli-Rubini (née Adèle ou Adélaïde Chaumel)                         |
| Condulmiero, général vénitien                                   | ténor                                  | Giuseppe Ciccimarra (en)                                                        |
| Selimo (Selim), confident de Maometto                           | ténor                                  | Gaetano Chizzola                                                                |

## Intrigue
Sources : Brochure accompagnant l'enregistrement de la version de 1820 par Philips et livret de l'opéra publié par La Fenice en 1823.
Date : 1470
Lieu : Negroponte (Eubée), dans la mer Égée.
| Version de Naples (1820) | Version de Venise (1822) |
| | Ouverture |
| Acte I Le palais du gouverneur, Paolo Erisso Après avoir fait tomber Byzance entre leurs mains, les troupes de Maometto II (Mehmet II) assiègent la colonie vénitienne de Negroponte (Chalcis) depuis deux mois. Maometto exige qu'elle capitule le lendemain. Les Vénitiens tiennent un conseil de guerre, où les participants divergent sur le parti à prendre. Le jeune Calbo presse Paolo Erisso de poursuivre le combat et de défendre la ville, alors que le général Condulmiero veut capituler. Le consensus se fait autour de la poursuite des combats, et les troupes jurent allégeance à Calbo. La chambre d'Anna Erisso | |
| Seule, la fille d'Erisso, Anna, songe au danger auquel son père est exposé dans l'aria Ah! che invan su questo ciglio (Ah ! c'est en vain qu'éplorée j'en appelle). | Les demoiselles de compagnie d'Anna tentent de lui remonter le moral. |
| Erisso entre avec Calbo, explique la situation de Negroponte et propose à Anna de se doter d'un second protecteur en épousant Calbo. Cependant, Anna manifeste clairement un malaise et doit expliquer qu'elle est tombée amoureuse d'Uberto, le seigneur de Mytilène, pendant que son père se trouvait à Venise. Lorsque son père lui répond que ce même Uberto a voyagé avec lui jusqu'à Venise et y est resté pendant que lui-même retournait à Corinthe vers sa fille, elle se rend compte qu'elle a été dupée par un imposteur. | |
| Le trio Ohime! qual fulmine (Ciel ! Quel rude coup)… | Le trio Ah! tu/non vedi l'acerba mia pena (Ah ! tu vois/ne vois pas ma vive peine)… |
| … commence le terzettone, qui comprend le tempo di mezzo (en), où le coup de canon retentit. À ce bruit, Erisso et Calbo se précipitent au combat. Anna sort pour aller prier à l'église. Sur la place de la ville, devant l'église Les femmes se rassemblent, et à son arrivée, Anna apprend d'elles qu'un traître a permis aux Turcs d'entrer dans la ville. Elle fait une courte prière : "Giusto ciel !" (Dieu miséricordieux). Lors d'une courte apparition, Erisso n'accepte pas que les femmes se joignent aux soldats pour combattre les musulmans et, avant de partir vers la citadelle, donne un poignard à Anna pour qu'elle puisse se défendre au besoin. Les femmes se réfugient toutes dans l'église. La ville, le lendemain matin Maometto entre avec ses hommes dans la ville, qu'il semble bien connaître. Selim s'étonne de ce fait, mais son général ne lui en fournit pas d'explication. Des soldats reviennent et lui annoncent la capture d'Erisso et de Calbo. Les deux hommes sont amenés dans les chaînes. Maometto reconnaît leur vaillance, mais après s'être rendu compte qu'Erisso est le père d'Anna, il lui demande d'amener la garnison de la citadelle à se rendre avant qu'il ne les laisse regagner leur patrie. Erisso rejette l'offre par son silence, puis Anna et les femmes sortent de l'église au moment où l'on s'apprête à emmener les deux prisonniers pour les torturer. Chaque personnage mesure la situation dans laquelle il se trouve : Anna se rend compte de l'identité de son amant imposteur ; Maometto est stupéfait de retomber sous l'emprise de son affection pour Anna ; et Erisso, tout aussi stupéfait, ne peut croire qu'elle ait pu tomber amoureuse du sultan. Chacun des autres personnages exprime aussi son angoisse ou sa surprise. Anna menace de se tuer si Maometto ne libère pas Erisso et Calbo ; il accepte. Même s'il doute qu'elle l'aime encore, il lui promet une vie de luxe à ses côtés. Acte II La tente de Maometto Anna, qui a été amenée à la tente de Maometto, est entourée de jeunes femmes musulmanes qui l'exhortent à se radoucir envers lui. Indignée, elle les repousse et déclare sa détermination à s'échapper. Maometto entre à ce moment. Il comprend qu'elle éprouve des sentiments contradictoires après avoir découvert qu'il était l'Uberto aimé, mais il l'aime encore et désire qu'elle règne avec lui en reine d'Italie, avec son père et Calbo (qu'elle a présenté comme son frère) à leurs côtés. Elle le rejette en ces termes : « J'ai aimé Uberto, mais je hais celui qui m'a menti », puis explique qu'elle aurait honte de régner avec lui au détriment de sa patrie et éclate en sanglots. Dans leur duo Anna, tu piangi? Il pianto pur non è d'odio un segno (Anna, tu pleures ? Pourtant, les larmes ne sont pas un signe de haine), Anna révèle ses sentiments contradictoires. Maometto déclare qu'elle sera sienne, et Anna répond : « J'aime, mais je serai ensevelie avant de céder à l'amour. » | |
| Un tumulte se fait entendre à l'extérieur : ce sont les soldats de Maometto qui se livrent à des actes de vengeance. Après avoir rétabli l'ordre pour poursuivre l'attaque de la citadelle, Maometto promet à Anna de protéger son père tant qu'il pourra espérer faire d'elle sa femme. Elle insiste pour qu'il lui donne un gage de sécurité en son absence, et il lui remet le sceau impérial, avec lequel il délègue ses pouvoirs à d'autres. Pressé par ses capitaines, en quittant pour attaquer la citadelle, Maometto jure de vaincre ou de mourir dans l'air All'invito generoso (À l'invite chevaleresque). Avant de partir à son tour, Anna se promet d'accomplir un « acte honorable ». La crypte sous l'église, où se trouve la tombe de la femme d'Erisso Erisso et Calbo se cachent dans la crypte. Le premier est frustré de ne pas pouvoir combattre encore dans la citadelle. Il s'agenouille devant la tombe de sa femme et déplore de ne pas être mort pour ne pas être témoin des amours coupables de sa fille. | Un tumulte se fait entendre à l'extérieur. Maometto remet un anneau à Anna pour protéger son père. Ses soldats viennent lui demander de les guider dans le combat. Près des murs de la ville Erisso et Calbo se débarrassent des vêtements musulmans qui leur ont permis de quitter l'église par des passages souterrains. |
| Calbo lui assure qu'Anna a été trompée, qu'elle est innocente et qu'elle a été emmenée de force par les hommes de Maometto. | |
| Anna entre pendant qu'Erisso espère que Calbo a raison. Elle lui remet le sceau de Maometto, qui permettra aux deux hommes de sortir de leur cachette, mais déclare qu'elle doit mourir, mais pas avant que son père ne la marie à Calbo devant la tombe de son épouse. Erisso y joint leurs mains en signe de mariage. Après le terzetto In questi estremi istanti (Dans ces moments extrêmes), les deux hommes partent combattre Maometto. | Maometto entre alors et confronte les deux hommes. Il proclame qu'il désire encore épouser Anna, mais Erisso déclare qu'il préférerait tuer sa fille. Les trois hommes exposent ensuite leurs prétentions et leurs sentiments : Calbo affirme aimer Anna, Erisso révèle qu'Anna est devenue la femme de Calbo, et Maometto jure de se venger des deux hommes. Calbo le défie de régler l'affaire sur le champ de bataille. À la fin du trio, chacun des trois hommes affirme qu'Anna sera sa récompense à titre de père, d'amoureux ou d'époux. Les trois hommes quittent la scène. |
| Dans la crypte de l'église Seule, Anna songe à sa situation dans l'aria Alfin compita è la metà dell'opra (Enfin, la moitié de mon œuvre est accomplie). Dans l'église, au-dessus (hors scène), un chœur de femmes prie : Nume, cui 'l sole è trono (Dieu, Toi qui a le soleil pour trône). | |
| Après la prière, les femmes appellent Anna, puis descendent dans la crypte pour lui dire que Maometto a été défait par Erisso, qu'il lui a échappé et que la vie d'Anna est en péril puisqu'il va chercher à se venger. Elle leur dit que, pour mettre fin à ses tourments et à son amour coupable pour Maometto, elle préfère mourir plutôt que fuir. Les hommes de Maometto pénètrent dans la crypte, mais sont décontenancés par l'attitude d'Anna, qui les exhorte : Sì ferite: il chieggo, il merto (Oui, blessez-moi : je vous le demande, je le mérite). Maometto et ses capitaines arrivent alors et confrontent Anna. Maometto lui demande de lui rendre son sceau, mais après l'avoir informé qu'elle l'a donné à son père et a épousé Calbo, Anna se poignarde et meurt sur la tombe de sa mère. | Les femmes se joignent à Anna et entendent que la bataille fait rage à l'extérieur. Soudain les soldats vénitiens entrent en proclamant leur victoire, suivis d'Erisso et de Calbo. Erisso embrasse sa fille et lui dit de donner sa main à Calbo. Elle accepte dans l'air Tanti affetti in tal momento (Tant d'affections, en un tel moment), tiré de La donna del lago. |

## Enregistrements
| Année | Distribution (Maometto, Anna, Calbo, Erisso)                                       | Chef d'orchestre, Maison d'opéra et orchestre                                                | Maison de disques et support |
| ----- | ---------------------------------------------------------------------------------- | -------------------------------------------------------------------------------------------- | --- |
| 1983  | Samuel Ramey, June Anderson, Margarita Zimmermann, Ernesto Palacio                 | Claudio Scimone, Orchestre Philharmonia et Ambrosian Opera Chorus                            | Philips Classics, CD (publié en 1985, réédité par Decca en 2012)                                                                                          |
| 1985  | Samuel Ramey, Cecilia Gasdia, Lucia Valentini Terrani, Chris Merritt               | Claudio Scimone, Orchestre philharmonique de Prague et European Festival Chorus              | Premiere Opera, DVD (enregistrement d'une représentation au Festival de Pesaro)                                                                           |
| 1988  | Simone Alaimo, June Anderson, Marilyn Horne, Chris Merritt                         | Alberto Zedda, Orchestre et chœur du San Francisco Opera                                     | Première Opera Ltd., CD (enregistrement d'une représentation à la War Memorial Opera House à San Francisco en septembre ou octobre 1988, réédité en 2009) |
| 1993  | Michele Pertusi, Cecilia Gasdia, Gloria Scalchi, Ramón Vargas                      | Gianluigi Gelmetti, Orchestre et chœur de chambre de Prague                                  | Première Opera Ltd., CD (enregistrement d'une représentation au Festival de Pesaro)                                                                       |
| 1994  | Samuel Ramey, Cecilia Gasdia, Gloria Scalchi, Bruce Ford                           | Gabriele Ferro, Orchestre et chœur de La Scala                                               | Serenissima, CD (enregistrement d'une représentation à La Scala)                                                                                          |
| 2002  | Denis Sedov, Luisa Islam-Ali-Zade, Annarita Gemmabella, Massimiliano Barbolini     | Brad Cohen, Czech Chamber Soloists et Czech Philharmonic Chorus                              | Naxos Records, CD (enregistrement de représentations au Kurhaus, à Bad Wildbad, en juillet 2002, réédité en 2004)                                         |
| 2005  | Lorenzo Regazzo (en), Carmen Giannattasio, Annarita Gemmabella, Maxim Mironov (en) | Claudio Scimone, Orchestre et chœur de La Fenice                                             | Dynamic, DVD (enregistrement d'une reprise, à La Fenice, de la version qui y fut interprétée en février 1822)                                             |
| 2007  | Michele Pertusi, Myrtò Papatanasiu, Hadar Halevy, Bruce Ford                       | Roberto Rizzi Brignoli, Radio Kamer Filharmonie et Groot Omroepkoor                          | Celestial Audio, CD (enregistrement d'une représentation donnée en mai 2007 à Amsterdam)                                                                  |
| 2008  | Michele Pertusi, Marina Rebeka, Daniela Barcellona (it), Francesco Meli            | Gustav Kuhn, orchestre Haydn de Bolzano et de Trente (it) et chœur de chambre de Prague (en) | Celestial Audio, CD (enregistrement d'une représentation à l'Adriatic Arena de Pesaro en août                                                             |
| 2013  | Darren Jeffery, Siàn Davies, Caitlin Hulcup (en), Paul Nilon                       | David Parry, Orchestre et chœur du Garsington Opera                                          | AVIE, CD (enregistrement de représentations du Garsington Opera en juin et en juillet                                                                     |